# Marek Lipczyk
Marek Andrzej Lipczyk (ur. 10 marca 1957 w Dąbrowie Górniczej) – polski przedsiębiorca i samorządowiec, w latach 1999–2002 prezydent Dąbrowy Górniczej.

## Życiorys
Absolwent Wydziału Pedagogiczno-Artystycznego Uniwersytetu Śląskiego filia w Cieszynie (1990), odbył studia podyplomowe z zakresu zarządzania. Pracował m.in. jako kierownik wydziału w urzędzie miejskim, prowadził własną działalność gospodarczą, był także prezesem zarządu spółdzielni mieszkaniowej.
W 1999 rada miejska po odwołaniu Marka Dula powołała go na urząd prezydenta. W bezpośrednich wyborach w 2002 bez powodzenia ubiegał się o reelekcję z ramienia SLD. Później został wiceprezesem zarządu przedsiębiorstwa gospodarki komunalnej w Dąbrowie Górniczej.